# کوپه‌لی (سولواووا)
کوپه‌لی (به ترکی استانبولی: Küpeli) یک منطقهٔ مسکونی در ترکیه است که در سولواووا واقع شده‌است.